# Anders Borg (kommunalpolitiker)
Anders Bertil Borg, född 21 mars 1911 i Hanebo församling i Gävleborgs län, död 30 augusti 1999 i Hudiksvall, var en svensk socialdemokratisk kommunalpolitiker.
Borg, som var son till byggmästare Anders Borg och Anna Båth, var yrkesverksam som telereparatör hos Televerket från 1931. Han blev ledamot av stadsfullmäktige i Hudiksvalls stad 1948 (som efterträdare till Stellan Arvidson), var dess ordförande 1957–1962, ordförande i drätselkammaren 1963–1967, i byggnadsnämnden, fastighetsnämnden, lönenämnden och centrala byggnadskommittén från 1963, i kommunblockets samarbetsnämnd från 1964 och styrelseordförande i kommunala fastighetsbolaget från 1963. Han var under en period även ordförande i Hudiksvalls arbetarekommun.